# Fay-aux-Loges
 Fay-aux-Loges  es una población y comuna francesa, situada en la región de Centro, departamento de Loiret, en el distrito de Orléans y cantón de Châteauneuf-sur-Loire.

## Demografía
| 1601 | 1635 | 1662 | 2135 | 2597 | 3023 |
| Para los censos de 1962 a 1999 la población legal corresponde a la población sin duplicidades (Fuente: INSEE [Consultar]) |      |      |      |      |      |